# غلوغاه (مازندران)
غلوغاه (بالفارسية: گلوگاه) هي مدينة تقع في إيران في قسم. يقدر عدد سكانها بـ 18,720 نسمة .